# Mannum
Mannum is een plaats in de Australische deelstaat Zuid-Australië en telt 6750 inwoners (2006).